# ATP Challenger Baton Rouge
Das ATP Challenger Baton Rouge (offiziell: Baton Rouge Pro Tennis Classic) war ein Tennisturnier, das von 2008 bis 2010 jährlich in Baton Rouge stattfand. Es gehörte zur ATP Challenger Tour und wurde im Freien auf Hartplatz gespielt. Bobby Reynolds ist mit je einem Turniersieg in Einzel und Doppel Rekordsieger.

## Liste der Sieger

### Einzel
| Jahr | Sieger          | Finalgegner  | Ergebnis        |
| ---- | --------------- | ------------ | --------------- |
| 2010 | Kevin Anderson  | Tobias Kamke | 6:77, 7:67, 6:1 |
| 2009 | Benjamin Becker | Rajeev Ram   | 6:2, 3:6, 6:4   |
| 2008 | Bobby Reynolds  | Igor Kunizyn | 6:3, 6:73, 7:5  |

### Doppel
| Jahr | Sieger                       | Finalgegner                 | Ergebnis          |
| ---- | ---------------------------- | --------------------------- | ----------------- |
| 2010 | Stephen Huss Joseph Sirianni | Chris Guccione Frank Moser  | 1:6, 6:2, [13:11] |
| 2009 | Rajeev Ram Bobby Reynolds    | Harsh Mankad Scott Oudsema  | 6:3, 6:76, [10:3] |
| 2008 | Phillip Simmonds Tim Smyczek | Ryan Harrison Michael Venus | 2:6, 6:1, [10:4]  |